# Ford Mustang
A Ford Mustang egy Ford Motor Company által készített személyautó, eredetileg a Ford Falcon compact alapjaira építve, de egy sokkal erősebb izomautó, eredeti nevén pony car. Az első példány Dearbornban 1964. március 9-én gurult le a futószalagról, nem sokkal később 1964. április 17-én, a New York World's Fair-en csodálhatták meg az érdeklődők. Az amerikai televíziós hálózatban április 19-én mutatták be. A Goldfinger című James Bond-filmben 1964 szeptemberében láthattuk. Az egész típussorozat meghatározó az autóvilág történelmében. A Mustangból csak az első 18 hónapban több mint egymillió talált gazdára az autószalonokban.

## A koncepciók és az első generáció (1964–1973)
Az első gondolat a Ford gyártási menedzserétől (Donald N. Frey) származott és megnyerte a Ford általános részlegének vezetőjét, Lee Iacoccát. A Mustang első prototípusa 1962-ben készült el, ami egy kétüléses, középkategóriájú (közepes erejű) roadster volt, aerodinamikus orral és alacsony szélvédővel. Ezt egy évvel később, 1963-ban újrarajzolták és négyüléses autóvá alakították. Ez az autó már nagyban megegyezett a később gyártásba került modellel, de ez az autó még ék alakú első lámpákkal, nagyobb hűtőráccsal és nagyobb, akkor először megjelenő hátsó "hasáblámpákkal" rendelkezett, amik szintén a Mustangok jellegzetessége lett, valamint a kocsinak nem voltak lökhárítói.

David Ash és John Oros, a Ford Lincoln–Mercury részlegének stúdiójából amikor készen voltak a "házi" áttervezéssel, felhívták Iacocca-t. Mivel csökkent a vállalat bevétele, a Mustang erősen családias lett, alap összetevőkből építették. Az alváz, a felfüggesztés és a kormány összetevőit nagy részben átvették a Ford Falconból és a Ford Fairlaneből. Az autónak volt egy egységes platform-típus váza, melyet átvettek az 1964-es Falconból, és a hegesztett oldalvázhoz még hozzáhegesztettek 5 kereszterősítőt.
Bár a keménytetős Mustang jól fogyott, merevségi problémák miatt az új keret szokatlan lépéshez vezetett. A kabrió / convertible első megépítésekor biztosítani kellett a megfelelő merevséget. A Mustang és a Falcon (lásd feljebb) hossza azonos volt, de a Mustang tengelytávolsága valamivel rövidebb volt. Teljes szélessége 1732 mm, ennél a Mustang 61 mm-el keskenyebb, de a kerékpálya szinte egyezett. Önsúlya körülbelül 1170 kg hathengeres motorral. A teljes felszereltségű V8 modell 1360 kg-ot nyomott. Bár a mechanikus részek többségét közvetlenül a Falconből vették, a Mustang megjelenése teljesen más volt; sportosabb, rövidebb tengelytávolság, mélyebb ültetés, de magasabb. Az ipar itt alkalmazta először a "torque box"-ot (nyomaték doboz), ami egy olyan innovatív szerkezeti rendszer volt, ami rendkívül merevítette a Mustang szerkezetét és hozzájárult a jobb kezeléshez.

### 1964–1966
Mikor öt hónappal a sorozatgyártás előtt bemutatták, az első modell már széles körben ismertté vált, bár helytelenül, mint 1964 második félévi modellt. Egy pontosabb leírás szerint ez a "1965 eleji" modell, mert az autó a kiadás kezdetén több jelentős változáson ment keresztül. Az első autók inkább 1965-ben jöttek ki. Az első, keménytetős autó 170 in³ soros hathengeres motorral és háromsebességes kézi váltóval 2,368 US$-ért árulták.
Néhány apróbb változtatás után a Mustang "nagyüzemi" gyártása 1965-ben megkezdődött, sőt, már öt hónappal később az év legjobb befektetésének tartották. Az autókat "65-ös év végi"-nek nevezték, áprilistól szeptemberig gyártották. Először egy teljes, alapos motorfelújításon kellett átesnie. A 2.8-as motor utat készített az új, 3.2-es gyártásának. A 4.3-as motor gyártása hagyományosan befejeződött az 1964-es modell évvel. Felváltották az új, 4.700 cm³-es motorra kétbefecskendezős porlasztóval, mint az alap V8-asban. Egy négybefecskendezős porlasztós rendszer volt a sorban következő, majd következett a változatlan "Hi-Po" 4.700-as.

### Elektromos Ford Mustang (2021-)
A Ford 2021-ben dobta piacra a 100%-ban elektromos meghatású Mustang modelljét, Ford Mustang Mach-E néven.